# NGC 3451
NGC 3451 est une galaxie spirale située dans la constellation du Petit Lion. NGC 3451 a été découverte par l'astronome germano-britannique William Herschel en 1785.

## Caractéristiques
La classe de luminosité de NGC 3451 est IV et elle présente une large raie HI. Elle renferme également des régions d'hydrogène ionisé.

### Distance
Sa vitesse par rapport au fond diffus cosmologique est de 1 638 ± 21 km/s, ce qui correspond à une distance de Hubble de 24,2 ± 1,7 Mpc (∼78,9 millions d'al).
À ce jour, une douzaine mesures non basées sur le décalage vers le rouge (redshift) donnent une distance de 31,692 ± 4,674 Mpc (∼103 millions d'al), ce qui est légèrement à l'extérieur des valeurs de la distance de Hubble. Notons cependant que c'est avec la valeur moyenne des mesures indépendantes, lorsqu'elles existent, que la base de données NASA/IPAC calcule le diamètre d'une galaxie et qu'en conséquence le diamètre de NGC 3451 pourrait être d'environ 13,4 kpc (∼43 700 al) si on utilisait la distance de Hubble pour le calculer.

## Supernova
La supernova SN 1997dn a été découverte dans NGC 3451 le 29 octobre 1997 par l'astronome l'astronome amateur écossais Tom Boles. Cette supernova était de type II.

## Groupe de NGC 3504
NGC 3451 fait partie du groupe de NGC 3504. Ce groupe de galaxies comprend au moins 9 galaxies : NGC 3380, NGC 3400, NGC 3414, NGC 3418, NGC 3451, NGC 3504, NGC 3512, UGC 5921 et UGC 5958. Abraham Mahtessian mentionne aussi des galaxies de ce groupe dans un article parue en 1998, mais il n'y figure que 5 galaxies, soit NGC 3380, NGC 3400, NGC 3414, NGC 3418 et NGC 3451. 

### Paire de galaxies
Selon Mahtessian, NGC 3504 forme une paire de galaxie avec NGC 3512.